# Coluna
Coluna is een gemeente in de Braziliaanse deelstaat Minas Gerais. De gemeente telt 9.570 inwoners (schatting 2009).

## Aangrenzende gemeenten
De gemeente grenst aan Frei Lagonegro, Itamarandiba, Paulistas, Rio Vermelho, São João Evangelista en São José do Jacuri.